# Fort Thomas (Kentucky)
Fort Thomas ist eine Stadt (City) im Campbell County im US-Bundesstaat Kentucky. Das U.S. Census Bureau hat bei der Volkszählung 2020 eine Einwohnerzahl von 17.438 ermittelt. Die Stadt ist Teil der Region Greater Cincinnati.

## Geschichte
Im Jahr 1887 wurde ein Standort für einen Posten der US-Armee benötigt, der die Newport Barracks in der angrenzenden Stadt Newport ersetzen sollte. Die 1803 erbauten Newport Barracks ersetzten das kleinere Fort Washington, das auf der anderen Seite des Ohio River in Cincinnati, Ohio, lag. Dieser Armeeposten befand sich an der Kreuzung der Flüsse Licking und Ohio, war aber anfällig für Überschwemmungen und wurde in den frühen 1880er Jahren mehrfach überflutet. Ein neuer, weniger hochwasseranfälliger Standort wurde gesucht. General Philip Sheridan wählte persönlich 11 Acres (4,5 ha) in der Stadt aus und nannte das Gebiet die Highlands und sagte voraus, dass es der „West Point des Westens“ werden würde. Der neue Posten wurde Fort Thomas genannt, zu Ehren von General George Henry Thomas. 1914 wurde Fort Thomas als Gemeinde gegründet. Fort Thomas diente als Depot, Einweisungszentrum und Militärkrankenhaus. Der größte Teil der Garnison wurde 1946 an die Veteranenverwaltung übergeben, aber die militärischen Aktivitäten gingen weiter, bis das Fort 1964 geschlossen wurde.

## Demografie
Nach der Schätzung von 2019 leben in Fort Thomas 16.263 Menschen. Die Bevölkerung teilte sich im selben Jahr auf in 94,6 % Weiße, 1,6 % Afroamerikaner, 0,2 % amerikanische Ureinwohner, 1,3 % Asiaten und 2,0 % mit zwei oder mehr Ethnizitäten. Hispanics oder Latinos aller Ethnien machten 1,7 % der Bevölkerung aus. Das mittlere Haushaltseinkommen lag bei 78.972 US-Dollar und die Armutsquote bei 5,2 %.
| Jahr | Einwohner¹ |
| ---- | ---------- |
| 1920 | 5.028      |
| 1930 | 10.008     |
| 1940 | 11.034     |
| 1950 | 10.870     |
| 1960 | 14.896     |
| 1970 | 16.338     |
| 1980 | 16.012     |
| 1990 | 16.032     |
| 2000 | 16.495     |
| 2010 | 16.325     |
| 2020 | 17.438     |

¹ 1950 – 2020: Volkszählungsergebnisse

## Persönlichkeiten
- James E. Moore Jr. (1931–1999), Generalleutnant der United States Army